# Maira splendida
Maira splendida är en tvåvingeart som först beskrevs av Guerin Meneville 1831.  Maira splendida ingår i släktet Maira och familjen rovflugor. Inga underarter finns listade i Catalogue of Life.